# Parasteatoda tesselata
Parasteatoda tesselata là một loài nhện trong họ Theridiidae.
Loài này thuộc chi Parasteatoda. Parasteatoda tesselata được Eugen von Keyserling miêu tả năm 1884.